# إدوارد مونرو فريمان
إدوارد مونرو فريمان (بالإنجليزية: Edward Monroe Freeman)‏ هو عالم نبات أمريكي، ولد في 12 فبراير 1875، وتوفي في 5 فبراير 1954.